# شیشه‌گران
شیشه‌گران روستایی است که در استان اردبیل، شهرستان اردبیل، بخش مرکزی، دهستان خیارکدر ۱۸ کلیومتری و غرب شهرستان اردبیل در دامنه کوه سبلان قرار دارد.

## جمعیّت
بر اساس سرشماری سال ۱۳۸۵ جمعیّت این روستا ۲۴۳۵۰ نفر با ۵۳۴۵ خانوار بوده‌است.